# بخش بالیا
بخش بالیا (به انگلیسی: Ballia district) یک منطقهٔ مسکونی در هند است که در Azamgarh division واقع شده‌است. بخش بالیا ۲٬۹۸۱ کیلومتر مربع مساحت و ۳٬۲۳۹٬۷۷۴ نفر جمعیت دارد.